# Luxembourg Cup 1994/1995
Luxembourg Cup 1994/1995 – druga edycja Luxembourg Cup. Udział w rozgrywkach wzięły sześć drużyn z czterech krajów: Tornado Luxembourg, Lokomotive Luxembourg (Luksemburg), EHC Trier/EC Dillingen, ESV Kaiserslautern (Niemcy), Image Club Epinal (Francja) i Leuven Chiefs (Belgia). Zwyciężył drużyna z Belgii zdobywając osiemnaście punktów. Druga była drużyna Tornado Luxembourg z Luksemburga, trzeci ESV Kaiserslautern z Niemiec.
| Lp. | Drużyna                | M  | Z | R | P | Bramki | +/−  | Pkt |
| --- | ---------------------- | -- | - | - | - | ------ | ---- | --- |
| 1.  | Leuven Chiefs          | 10 | 9 | 0 | 1 | 168:34 | +134 | 18  |
| 2.  | Tornado Luxembourg     | 10 | 9 | 0 | 1 | 143:58 | +85  | 18  |
| 3.  | ESV Kaiserslautern     | 10 | 4 | 0 | 6 | 65:96  | −31  | 8   |
| 4.  | Image Club Epinal      | 10 | 4 | 0 | 6 | 37:94  | −57  | 8   |
| 5.  | EHC Trier/EC Dillingen | 10 | 3 | 0 | 7 | 45:70  | −25  | 6   |
| 6.  | Lokomotive Luxembourg  | 10 | 1 | 0 | 9 | 28:134 | −106 | 2   |